# Karwieńskie Błoto Pierwsze
Karwieńskie Błoto Pierwsze is een plaats in het Poolse district  Pucki, woiwodschap Pommeren. De plaats maakt deel uit van de gemeente Krokowa en telt 377 inwoners.